# Peucedanum transsilvanicum
Peucedanum transsilvanicum är en flockblommig växtart som beskrevs av Philipp Johann Ferdinand Schur. Peucedanum transsilvanicum ingår i släktet siljor, och familjen flockblommiga växter. Inga underarter finns listade i Catalogue of Life.